# Isole Cook ai Giochi della XXIX Olimpiade
Le Isole Cook ha partecipato ai Giochi della XXIX Olimpiade di Pechino, svoltisi dall'8 al 24 agosto 2008, con una delegazione di 4 atleti.

## Atletica leggera
| Gara  | Atleta         | Batterie | Batterie | Quarti | Quarti | Semifinali | Semifinali | Finale | Finale |
| Gara  | Atleta         | Tempo    | Pos.     | Tempo  | Pos.   | Tempo      | Pos.       | Tempo  | Pos.   |
| ----- | -------------- | -------- | -------- | ------ | ------ | ---------- | ---------- | ------ | ------ |
| 100 m | Gordon Heather | 11"41    | 8        |        |        |            |            |        |        |

| Gara             | Atleta          | Qualificazioni | Qualificazioni | Finale | Finale |
| Gara             | Atleta          | Misura         | Pos.           | Misura | Pos.   |
| ---------------- | --------------- | -------------- | -------------- | ------ | ------ |
| Lancio del disco | Tereapii Tapoki | 48,35 m        | 37             |        |        |

## Nuoto
| Gara       | Atleta        | Batterie | Batterie | Semifinali | Semifinali | Finale | Finale |
| Gara       | Atleta        | Tempo    | Pos.     | Tempo      | Pos.       | Tempo  | Pos.   |
| ---------- | ------------- | -------- | -------- | ---------- | ---------- | ------ | ------ |
| 100 m rana | Petero Okotai | 1'20"20  | 63       |            |            |        |        |

## Sollevamento pesi
| Gara    | Atleta          | Strappo | Strappo | Slancio | Slancio | Totale | Posizione |
| Gara    | Atleta          | Ris.    | Pos.    | Ris.    | Pos.    | Totale | Posizione |
| ------- | --------------- | ------- | ------- | ------- | ------- | ------ | --------- |
| +105 kg | Sam Pera Junior | 155     | 12      | 195     | 12      | 320    | 12        |